# Lossenit
Lossenit ist die heute nicht mehr gebräuchliche Bezeichnung für ein Mineralgemenge aus Skorodit und Beudantit. Es wurde 1894 von Ludwig Milch nach dem deutschen Geologen Karl August Lossen benannt, der 1877 die erste geognostische Karte des Harzes vorlegte und sich lange mit der Geologie des Harzes befasste.

## Fundgeschichte
Auch Friedrich Klockmann beschrieb Lossenit 1903 als Mineral, das erstmals bei Lavrio (Laurion, Region Attika, Griechenland) entdeckt wurde und in rhombisch-pyramidalen, dem Skorodit ähnlichen, kleinen Kristallen auftrat. Lossenit ist nach Klockmann ein braunrotes und oberflächlich rostig verwittertes, wasser- und SO2-haltiges Arseniat von Eisen und Blei.
Alfred Lacroix fand 1915 bei Lavrio ebenfalls Skorodit in Paragenese mit Beudantit und vermutete, dass die Originalbeschreibung auf der Untersuchung eines mechanischen Gemenges der beiden Minerale beruhte, was durch erneute Untersuchungen am Typmaterial aus Lavrio bestätigt wurde. Seit 1950 ist Lossenit daher als eigenständiges Mineral diskreditiert.

Siehe auch: Liste individueller Mineralgemenge